# Johnny Parry
Johnny Parry (* 11. August 1982 in Bedford) ist ein britischer Singer-Songwriter, Pianist, Komponist, Arrangeur und Musikproduzent.

## Leben
Parry besaß schon in jungen Jahren ein hohes Interesse an der Kunst und widmete sich der Musik jedoch erst mit 15 Jahren. Er fand Inspirationen in der Klassischen Musik (u. a. Vaughan Williams), doch auch Grunge-Musik und Bands wie Radiohead beeinflussten den damals jungen Musiker.
Parry bekam mit 15 Jahren eine Gitarre von seinem Vater geschenkt; das Spielen brachte er sich selbst bei und fing gleichzeitig an, eigene Songs zu schreiben. 

## Karriere
1998 gab Parry sein erstes Konzert in einem lokalen Pub in Bedford.
Im Jahr 2000 gründete er das Label Lost Toys Records. Parry begann 2002 in Toronto mit der Produktion seines ersten Albums Break Your Little Heart, das er unter seinem Label veröffentlichte. In diesem Jahr gründete er mit den Musikern Ben Milway (Schlagzeug) und Dave Lynch (Bass) das Johnny Parry Trio.
Im Jahre 2009 wurde auch die in Bremen ansässige Musikagentur SONGS&WHISPERS auf Parry aufmerksam. Parry tourte mit dieser Agentur erstmals auch in Deutschland. Seither besteht auch weiterhin eine Zusammenarbeit. Die Agentur veröffentlichte in späteren Jahren einige seiner Alben. 
Mit der Aufnahme seines fünften Studioalbums More Love & Death wurde das Johnny Parry Chamber Orchestra gegründet.
2012 formte Parry einen 50-köpfigen Bedford Arts Choir, mit dem er und das Chamber Orchestra sein neues Stück An Anthology of All Things aufführte – eine umfassende Lyrics-Collage, die von vielen Menschen zusammengestellt wurde.
2014 veröffentlichte Parry in Großbritannien das Album zu An Anthology of All Things.

## Diskografie
- 2002: Break Your Little Heart (Album-CD / Lost Toys Records)
- 2005: Songs Without a Purpose(Album-CD / Lost Toys Records)
- 2008: Little Prayers 1-8, Johnny Parry Trio (EP-CD / Lost Toys Records)
- 2009: More Love and Death, Johnny Parry Chamber Orchestra (Album-CD / Lost Toys Records / Songs & Whispers)
- 2012: Fields and Birds and Things, Johnny Parry Chamber Orchestra (Album-CD / Lost Toys Records / Songs & Whispers)
- 2014: An Anthology of All Things, Johnny Parry Chamber Orchestra (Album-CD / Lost Toys Records / Songs & Whispers)

## Rezeption
„Bekanntlich wirft die Musikindustrie bei der Bewerbung ihrer Produkte mit dem Wörtchen "einmalig" nur so um sich. Wirklich stimmen tut es leider eher selten. Das Konzert des Briten Johnny Parry mit Trio und Kammerorchester darf sich allerdings mit Fug und Recht mit diesem Attribut schmücken“ 
– prinz.de
„Fast beschwinglich, zumindest für seine Verhältnisse, startet Johnny Parry mit God Loves Me den derzeit letzten Akt seines Schaffens, der insgesamt aber äußerst deutlich, ja fast dominant, klassisch geprägt bzw. eher orchestral inspiriert, immer aber auch mit einer offenen Tür für das Experimentelle versehen ist.“ 
– Georg Schlatmann, alternativenation.de